# Zöldségmesék a városból
A Zöldségmesék a városból (eredeti cím: VeggieTales in the City) 2017-ben vetített amerikai televíziós 3D-s számítógépes animációs sorozat, amelyet Tim Hodge, Bill Breneisen és Emily Jourdan rendeztek. Az animációs játékfilmsorozat zenéjét Terry Taylor, Robert D. Watson, Michael "Smidi" Smith és Scott Krippayne szerezték. A tévéfilmsorozat készítője a Big Idea Entertainment és a DreamWorks Animation TV, a forgalmazója az NBCUniversal Television Distribution és a Netflix. Műfaja filmvígjáték-sorozat. A sorozat részei 2017. február 24. és 2017. szeptember 15. között kerültek fel a Netflix-re, Magyarországon 2018. december 11-től kezdte vetíteni a Minimax.

## Szereplők
| Szereplő               | Eredeti hang    | Magyar hang     |
| ---------------------- | --------------- | --------------- |
| Bob a paradicsom       | Phil Vischer    | Szabó Máté      |
| Larry az uborka        | Mike Nawrocki   | Seder Gábor     |
| Petunia rebarbara      | Tress MacNeille | Laurinyecz Réka |
| Laura répa             | Tress MacNeille | Csifó Dorina    |
| Junior spárga          | Tress MacNeille | Berecz Uwe      |
| Szőlő papa             | Phil Vischer    | Csuha Lajos     |
| Jimmy lopótök          | Phil Vischer    | Szarvas Balázs  |
| Jerry lopótök          | Mike Nawrocki   | Szalay Csongor  |
| Ichabeezer (cukkini)   | Rob Paulsen     | Szabó Endre     |
| Jean-Claude borsó      | Mike Nawrocki   | Czető Roland    |
| Phillipe borsó         | Phil Vischer    | Moser Károly    |
| Madame Áfonya          | Tress MacNeille | Makay Andrea    |
| Mr. Lunt (lopótök)     | Phil Vischer    | Fekete Zoltán   |
| Archibald spárga       | Phil Vischer    | Pál Tamás       |
| Bacon Bill             | Rob Paulsen     | Juhász Levente  |
| Tina Celerina (zeller) | Tress MacNeille | Hermann Lilla   |
| Murgonya (burgonya)    | Rob Paulsen     | Kárpáti Levente |

## Magyar változat
A szinkront a Minimax megbízásából a Subway stúdió készítette.
- Magyar szöveg: Hofer László
- Gyártásvezető: Terbócs Nóra
- Szinkronrendező és hangmérnök: Johannis Vilmos
- Produkciós vezető: Kicska László

## Epizódok
| Évad | Évad | Epizódok | Epizódok | Eredeti sugárzás     | Eredeti sugárzás     | Magyar sugárzás    | Magyar sugárzás   |
| Évad | Évad | Epizódok | Epizódok | Évadpremier          | Évadfinálé           | Évadpremier        | Évadfinálé        |
| ---- | ---- | -------- | -------- | -------------------- | -------------------- | ------------------ | ----------------- |
|      | 1    | 13       | 13       | 2017. február 24.    | 2017. február 24.    | 2018. december 11. | 2019. február 25. |
|      | 2    | 13       | 13       | 2017. szeptember 15. | 2017. szeptember 15. | 2019. február 26.  | 2019. március 14. |

### 1. évad
| #   | #   | Eredeti cím                | Magyar cím                     | Rendezte       | Írta           | Eredeti premier   | Magyar premier     |
| --- | --- | -------------------------- | ------------------------------ | -------------- | -------------- | ----------------- | ------------------ |
| 1.  | 1.  | Burgers for Sale           | Burgerező                      | Tim Hodge      | Ethan Nicolle  | 2017. február 24. | 2018. december 11. |
| 1.  | 1.  | Night Phony                | Éjjeli Ronti                   | Tim Hodge      | Ethan Nicolle  | 2017. február 24. | 2018. december 11. |
| 2.  | 2.  | Space Pirates!             | Űrkalózok                      | Tim Hodge      | Ethan Nicolle  | 2017. február 24. | 2018. december 12. |
| 2.  | 2.  | Rooney on the Run          | Rooney kiszökik                | Tim Hodge      | Ethan Nicolle  | 2017. február 24. | 2018. december 12. |
| 3.  | 3.  | Junior Saves the West      | Junior, a vadnyugat megmentője | Tim Hodge      | Eric Branscum  | 2017. február 24. | 2018. december 13. |
| 3.  | 3.  | The Treasure Hunt          | Kincskeresők                   | Bill Breneisen | Ethan Nicolle  | 2017. február 24. | 2018. december 13. |
| 4.  | 4.  | Race Ya!                   | Én vagyok a legjobb!           | Emily Jourdan  | Eric Branscum  | 2017. február 24. | 2018. december 14. |
| 4.  | 4.  | Larry the Substitute       | Larry, a helyettesítő tanár    | Tim Hodge      | Steven Marten  | 2017. február 24. | 2018. december 14. |
| 5.  | 5.  | Pizza Eclipse              | Pizzafogyatkozás               | Bill Breneisen | Ethan Nicolle  | 2017. február 24. | 2018. december 17. |
| 5.  | 5.  | The Robot                  | A robot                        | Emily Jourdan  | Eric Branscum  | 2017. február 24. | 2018. december 17. |
| 6.  | 6.  | Delivery Boys              | Pizzafutárok                   | Tim Hodge      | Ethan Nicolle  | 2017. február 24. | 2018. december 18. |
| 6.  | 6.  | Dueling Mascots            | A süti csíny                   | Bill Breneisen | Eric Branscum  | 2017. február 24. | 2018. december 18. |
| 7.  | 7.  | Bob's Collection           | Bob gyűjteménye                | Emily Jourdan  | Ethan Nicolle  | 2017. február 24. | 2018. december 19. |
| 7.  | 7.  | The Cookie Caper           | A süti csíny                   | Tim Hodge      | Eric Branscum  | 2017. február 24. | 2018. december 19. |
| 8.  | 8.  | The Rocket Boot            | A turbócsizma                  | Bill Breneisen | Eric Branscum  | 2017. február 24. | 2018. december 20. |
| 8.  | 8.  | The Many Versions of Larry | A sokarcú Larry                | Emily Jourdan  | Ethan Nicolle  | 2017. február 24. | 2018. december 20. |
| 9.  | 9.  | Aprilcot                   | Kajszília                      | Tim Hodge      | Ethan Nicolle  | 2017. február 24. | 2018. december 21. |
| 9.  | 9.  | X Marks the Spot           | X, ahol van a kincs            | Bill Breneisen | Bill Breneisen | 2017. február 24. | 2018. december 21. |
| 10. | 10. | The Priceless Sock         |                                | Emily Jourdan  | Ethan Nicolle  | 2017. február 24. | 2019. február 20.  |
| 10. | 10. | Jimmy Makes a Comic Book   |                                | Tim Hodge      | Eric Branscum  | 2017. február 24. | 2019. február 20.  |
| 11. | 11. | The Book Club              |                                | Bill Breneisen | Ethan Nicolle  | 2017. február 24. | 2019. február 21.  |
| 11. | 11. | The Lost Dust Bunny        |                                | Emily Jourdan  | Doug TenNapel  | 2017. február 24. | 2019. február 21.  |
| 12. | 12. | The Water Slide            |                                | Tim Hodge      | Ethan Nicolle  | 2017. február 24. | 2019. február 22.  |
| 12. | 12. | Story Time                 |                                | Bill Breneisen | Eric Branscum  | 2017. február 24. | 2019. február 22.  |
| 13. | 13. | Prodigal Junior            |                                | Emily Jourdan  | Ethan Nicolle  | 2017. február 24. | 2019. február 25.  |
| 13. | 13. | Where's the Mayor          | Hol van a polgármester?        | Tim Hodge      | Ethan Nicolle  | 2017. február 24. | 2019. február 25.  |

### 2. évad
| #   | #   | Eredeti cím                     | Magyar cím | Rendezte                      | Írta           | Eredeti premier      | Magyar premier    |
| --- | --- | ------------------------------- | ---------- | ----------------------------- | -------------- | -------------------- | ----------------- |
| 14. | 1.  | Stranded                        |            | Bill Breneisen Andy Casadonte | Bill Breneisen | 2017. szeptember 15. | 2019. február 26. |
| 14. | 1.  | Junior Gets a Sister            |            | Emily Jourdan                 | Ethan Nicolle  | 2017. szeptember 15. | 2019. február 26. |
| 15. | 2.  | The Movie Star                  |            | Tim Hodge                     | Eric Branscum  | 2017. szeptember 15. | 2019. február 27. |
| 15. | 2.  | New in Town                     |            | Andy Casadonte                | Eric Branscum  | 2017. szeptember 15. | 2019. február 27. |
| 16. | 3.  | The Hottest Pepper in the West  |            | Emily Jourdan                 | Ethan Nicolle  | 2017. szeptember 15. | 2019. február 28. |
| 16. | 3.  | Karate Pirate Space Posse       |            | Tim Hodge                     | Ethan Nicolle  | 2017. szeptember 15. | 2019. február 28. |
| 17. | 4.  | Plane vs. Train                 |            | Andy Casadonte                | Mike Nawrocki  | 2017. szeptember 15. | 2019. március 1.  |
| 17. | 4.  | Larry's Baby Birdies            |            | Emily Jourdan                 | Ethan Nicolle  | 2017. szeptember 15. | 2019. március 1.  |
| 18. | 5.  | Two of a Kind                   |            | Tim Hodge                     | Eric Branscum  | 2017. szeptember 15. | 2019. március 4.  |
| 18. | 5.  | Moving to the City              |            | Andy Casadonte                | Ethan Nicolle  | 2017. szeptember 15. | 2019. március 4.  |
| 19. | 6.  | An Ichabeezer Christmas         |            | Emily Jourdan                 | Ethan Nicolle  | 2017. szeptember 15. | 2019. március 5.  |
| 19. | 6.  | A Christmas Play                |            | Tim Hodge                     | Eric Branscum  | 2017. szeptember 15. | 2019. március 5.  |
| 20. | 7.  | Ichaburgertopia                 |            | Andy Casadonte                | Ethan Nicolle  | 2017. szeptember 15. | 2019. március 6.  |
| 20. | 7.  | The Truth Hurts                 |            | Emily Jourdan                 | Eric Branscum  | 2017. szeptember 15. | 2019. március 6.  |
| 21. | 8.  | Employee Fun Day                |            | Tim Hodge                     | Ethan Nicolle  | 2017. szeptember 15. | 2019. március 7.  |
| 21. | 8.  | Bringing Home the Bacon         |            | Andy Casadonte                | Mike Nawrocki  | 2017. szeptember 15. | 2019. március 7.  |
| 22. | 9.  | Books of the Bible              |            | Emily Jourdan                 | Ethan Nicolle  | 2017. szeptember 15. | 2019. március 8.  |
| 22. | 9.  | Monster in the Closet           |            | Tim Hodge                     | Eric Branscum  | 2017. szeptember 15. | 2019. március 8.  |
| 23. | 10. | Arcade Showdown                 |            | Andy Casadonte                | Ethan Nicolle  | 2017. szeptember 15. | 2019. március 11. |
| 23. | 10. | The Audition                    |            | Emily Jourdan                 | Mike Nawrocki  | 2017. szeptember 15. | 2019. március 11. |
| 24. | 11. | The Singing, Dancing Lobster    |            | Tim Hodge                     | Eric Branscum  | 2017. szeptember 15. | 2019. március 12. |
| 24. | 11. | It's Skatin' Time               |            | Andy Casadonte                | Bill Breneisen | 2017. szeptember 15. | 2019. március 12. |
| 25. | 12. | The Last Issue                  |            | Emily Jourdan                 | Ethan Nicolle  | 2017. szeptember 15. | 2019. március 13. |
| 25. | 12. | Bob's Great Store               |            | Tim Hodge                     | Eric Branscum  | 2017. szeptember 15. | 2019. március 13. |
| 26. | 13. | Attack of the Marshmallow Laser |            | Andy Casadonte                | Ethan Nicolle  | 2017. szeptember 15. | 2019. március 14. |
| 26. | 13. | Bye Bye Bacon Bill              |            | Emily Jourdan                 | Eric Branscum  | 2017. szeptember 15. | 2019. március 14. |